# کورتنی لاو
کورتنی میشل لاو (انگلیسی: Courtney Michelle Love؛ زادهٔ ۹ ژوئیه ۱۹۶۴) خواننده، ترانه‌نویس و بازیگر آمریکایی است. او چهره‌ای در عرصهٔ آلترناتیو و گرانج دههٔ ۱۹۹۰ است و بیش از چهار دهه فعالیت دارد. او به عنوان خوانندهٔ اصلی بند آلترناتیو راک هول، که در سال ۱۹۸۹ تشکیل شد، به شهرت رسید. لاو برای اجرای زندهٔ بی پروا و اشعار بحث‌برانگیز و همچنین زندگی شخصی بسیار عمومی او پس از ازدواج با کرت کوبین، خوانندهٔ نیروانا، توجه عموم را به خود جلب کرده‌است. در سال ۲۰۲۰، ان‌ام‌ئی از او به عنوان «یکی از تأثیرگذارترین خواننده‌ها در فرهنگ آلترناتیو ۳۰ سال گذشته» یاد کرد.
لاو از پدر و مادری پادفرهنگی در سان فرانسیسکو به دنیا آمد. لاو دوران کودکی دوره‌گردی داشت، اما در ابتدا در پورتلند، اورگن پرورش یافت. آنجا در مجموعه‌ای از بندهای کوتاه‌مدت اجرا کرد و در عرصهٔ پانک محلی فعال بود. او پس از گذراندن مدت کوتاهی در کانون تربیت نوجوانان، یک سال در دوبلین و لیورپول زندگی کرد و سپس به ایالات متحده بازگشت و حرفه بازیگری را دنبال کرد. او پیش از تشکیل گروه هول با گیتاریست اریک ارلاندسون در لس آنجلس، در نقش‌های مکمل فیلم‌های سید و نانسی (۱۹۸۶) و مستقیم به جهنم (۱۹۸۷) ظاهر شد. این گروه برای نخستین آلبوم خود در سال ۱۹۹۱ که توسط کیم گوردون تهیه شد، از سوی مطبوعات راک زیرزمینی مورد تحسین قرار گرفت. انتشار دوم آنها، از این طریق زندگی کن (۱۹۹۴)، با تحسین‌های انتقادی روبرو شد و گواهی‌نامه‌های فروش چندپلاتینی دریافت کرد. در سال ۱۹۹۵، لاو به بازیگری بازگشت و برای بازی در نقش آلتیا فلینت در فیلم مردم علیه لری فلینت (۱۹۹۶) ساختهٔ میلوش فورمن نامزد دریافت جایزهٔ گلدن گلوب شد. سپس او به عنوان یک بازیگر اصلی مورد پذیرش عامه قرار گرفت. سال بعد، سومین آلبوم هول، سلبریتی اسکین (۱۹۹۸)، نامزد دریافت سه جایزهٔ گرمی شد.
لاو در اوایل دههٔ ۲۰۰۰ به حرفهٔ بازیگری ادامه داد. او در فیلم‌های با بودجهٔ بالا مرد روی ماه (۱۹۹۹) و به‌دام‌افتاده (۲۰۰۲) ظاهر شد و سپس در سال ۲۰۰۴، نخستین آلبوم تک‌خوان خود، دلبر آمریکایی، را منتشر کرد. در طول چند سال بعدی، مشکلات حقوقی و بازگشت به مصرف مواد مخدر لاو در میان مردم عمومی شد. لاو در سال ۲۰۰۵ در حالی که دومین آلبوم تک‌خوان خود را می‌نوشت، منجر به پذیرش حکم خانه‌نشینی اجباری شد. آن پروژه به آلبوم دختر هیچکسی تبدیل شد. این اثر در سال ۲۰۱۰ به عنوان آلبوم هول منتشر شد اما بدون ترکیب پیشین بند. در طول سال ۲۰۱۴ و ۲۰۱۵، لاو دو تک‌آهنگ تک‌خوان منتشر کرد و با مجموعه‌های تلویزیونی فرزندان آشوب و امپراتوری به بازیگر بازگشت. در سال ۲۰۲۰، او اعلام کرد که در حال نوشتن موسیقی جدید است.
لاو همچنین به عنوان نویسنده فعالیت داشته‌است؛ او نویسنده و سازندهٔ مشترک سه جلد از مانگای پرنسس آی بوده‌است. لاو بین سال‌های ۲۰۰۴ تا ۲۰۰۶ کتاب شرح حالی به نام بلوند کثیف: خاطرات کورتنی لاو (۲۰۰۶) نوشت.
او در فیلم های جی‌تی لروی و جولی جانسون بازی کرده‌است.